# Alain Baxter
Alain Baxter, född 26 december 1973 i Edinburgh, är en alpin skidåkare från Skottland. Han är specialiserad på slalom.

## Bakgrund
Alain Baxter är son till Iain och Sue Baxter. Han är döpt efter den franska skidåkaren Alain Penz som var aktiv under 1970-talet. Vid sexton års ålder valdes han in i det brittiska skidförbundet och har arbetat sig upp genom världsrankingen. Han kom till topp 100 i tid för olympiska vinterspelen 1998 i Nagano.

## Olympiska vinterspelen 2002
Under olympiska vinterspelen 2002 i Salt Lake City blev Baxter den första britt att vinna en medalj (brons) i alpin skidåkning. Han hade flera kontroverser vid den tiden. Han färgade sitt hår som Skottlands flagga vilket inte uppskattades av Storbritanniens olympiska kommitté som gav honom order om att färga om håret, för de ville skydda bilden av "brittiskhet". Han behöll sitt färgade hår och det kunde tydligt ses när han vann.
Alain återvände hem till Aviemore som hjälte och fick åka i parad genom staden.
Men några dagar senare upptäckte Alain Baxter att han hade testats positivt för metamfetamin. Efter överklagan beslutade IOK att diskvalificera Baxter och han var tvungen att lämna tillbaka sin medalj.